# Asmae Leghzaoui
Asmae Leghzaoui (Arabisch: أسماء الغزاوي) (Fez, 30 augustus 1976) is een atleet uit Marokko.
Ze bezat tot september 2021 het wereldrecord 10 km op de weg met een tijd van 30,29, dat ze in 2002 in New York liep.
In 2003 werd ze positief getest op doping bij een veldcross. Ze werd voor twee jaar geschorst, in die tijd kreeg ze een dochter.
In 2008 en 2009 schreef ze de Marathon van Ottawa op haar naam.
Op de Olympische Zomerspelen 2000 liep Leghzaoui de 10.000 meter, en finishte als 18e.
Op de Olympische Zomerspelen van Beijing in 2008 ging ze ook op de 10.000 meter van start, maar haalde ze de finish niet.
- World Athletics: 14290714